# Abelisauroidea
Abelisauroidea — це різноманітна надродина динозаврів цератозаврів, яка зазвичай розглядається як крейдяна група, хоча найдавніші залишки абелізаврів відомі в середній юрі Аргентини (класифікується як вид Eoabelisaurus mefi) і, можливо, на Мадагаскарі (фрагментарні залишки безіменного виду). Можливі залишки Abelisauridae (ізольована ліва гомілкова кістка, права стегнова кістка та права гомілкова кістка) також були виявлені в пізньоюрських пластах Тендагуру в Танзанії.
Абелізавроїди процвітали в південній півкулі в крейдяний період, але їх походження можна простежити принаймні до середньої юри, коли вони мали більш глобальне поширення (найдавніші відомі залишки абелізавроїдів походять з австралійських і південноамериканських родовищ, датованих приблизно 170 млн. років тому). До крейдяного періоду абелізавроіди, очевидно, вимерли в Азії та Північній Америці, можливо, через конкуренцію з боку тиранозавроідів. Проте розвинуті абелізавроїди родини Abelisauridae зберігалися на південних континентах до крейдяно-палеогенового вимирання 66 мільйонів років тому.